# Giovanni Caracciolo
Giovanni Caracciolo, francoski maršal, * 1480, † 1550.
1. ↑  opac.vatlib.it
2. ↑  Enciclopedia Sapere — De Agostini Editore, 2001.
3. 1 2  Enciclopedia Treccani — Istituto dell'Enciclopedia Italiana, 1929.
4. ↑  Scheurer R. Dizionario Biografico degli Italiani — 1976. — Vol. 19.